# SN Brussels Airlines
SN Brussels Airlines was een Belgische luchtvaartmaatschappij die voortgekomen is uit luchtvaartmaatschappij Delta Air Transport, een dochter van het failliete Sabena.
DAT werd in 2002, in de nasleep van het faillissement van Sabena, overgenomen door de SN Air Holding van Étienne Davignon en Maurice Lippens en omgevormd tot SN Brussels Airlines. Niet alleen de naam van de maatschappij verwijst naar voorganger Sabena. De maatschappij nam ook de IATA code van Sabena over: SN.
SN Brussels Airlines vloog naar 56 bestemmingen in Europa en het Midden-Oosten, en 14 bestemmingen in Afrika. De maatschappij had ongeveer 2000 mensen in dienst. In 2003 vervoerde SN 3.273.000 passagiers. Brussels Airport bij Zaventem was de thuisbasis.
In 2004 was de omzet van SN Brussels Airlines 656 miljoen euro. Er waren eind 2004 ca. 2100 werknemers.
In 2007 fuseerde SN Brussels Airlines met Virgin Express tot Brussels Airlines.

## Vloot
| Type                      | Aantal | Opmerking |
| ------------------------- | ------ | --- |
| AVRO RJ-85                | 14     | |
| AVRO RJ-100               | 12     | |
| British Aerospace BAe 146 | 6      | Dit zijn gelijkaardige toestellen voor korte- en middellange vluchten (binnen Europa), afkomstig van de DAT vloot. |
| Airbus A319               | 3      | Voor middellange vluchten (Europa, nabije Oosten). Voormalige Sabenatoestellen geleased door SN.                   |
| Airbus A330               | 3      | Voor lange-afstandsvluchten (Afrika). Voormalige Sabenatoestellen geleased door SN.                                |

## Geschiedenis
SN Brussels Airlines ontstond in de nasleep van de teloorgang van Sabena. De Belgische politiek wilde enerzijds het sociale bloedbad dat het faillissement van Sabena betekende in de omgeving van Zaventem beperken, en anderzijds speelde ook het feit mee dat men vond dat België niet zonder een zogenaamde "flag carrier" kon.
SN Airholding, een investeringsholding opgericht door onder meer Etienne Davignon, slaagde erin genoeg geld bij elkaar te krijgen om DAT (Delta Air Transport) over te nemen. DAT was een van de Sabenadochters die in tegenstelling tot de moedermaatschappij wel rendabel was. Met de vliegtuigen van DAT, een vloot bestaande uit Avrotoestellen, werd "een doorstart" gerealiseerd. SN Brussels Airlines nam de IATA code, de befaamde S-tail en heel wat slots van Sabena over. De maatschappij profileerde zich op de markt als een full-service maatschappij, met als doel Brussel opnieuw te verbinden met de rest van Europa.
Enkele maanden na de oprichting werd gestart met vluchten op Afrika, eerst nog uitgevoerd door Birdy Airlines. Het teloorgegane Sabena stond sterk in Afrika, en het gat dat gevallen was door het faillissement was bijlange nog niet opgevuld. De Afrikavluchten waren de meest rendabele voor SN Brussels Airlines.
De eerste jaren van SN werden gekenmerkt door een voorzichtige maar gestage groei. Er werden met een groot aantal luchtvaartmaatschappijen zogenaamde "code-share" overeenkomsten gesloten. Deze stelden SN in staat om hun klanten vluchten naar gans Europa, Azië en de VS aan te bieden, die uitgevoerd werden door andere maatschappijen als American Airlines, British Airways, Etihad Airways en Hainan Airlines.
SN richtte ook zijn eigen "frequentflyerprogramma" op, genaamd Privilege.

### Fusie metVirgin Express
Op 5 oktober 2004 ondertekenden de holding maatschappijen SN Airholding en Virgin Express Holdings een overeenkomst om de respectieve luchtvaartmaatschappijen SN Brussels Airlines en Virgin Express onder gezamenlijk aandeelhouderschap te brengen. Dit betekent dat de aandelen van Virgin Express Holdings werden overgedragen aan SN Airholding. Op 12 april 2005 waren alle voorwaarden voor het van kracht worden van het akkoord vervuld, en werd de nieuwe raad van bestuur van SN Airholding voorgesteld, met als voorzitter burggraaf Étienne Davignon. Op 19 september 2005 kondigde Rob Kuijpers zijn onmiddellijk ontslag aan vanwege onenigheid met de aandeelhouders over de te volgen koers van het bedrijf na de fusie met Virgin Express.
Voorlopig werd er een interim bestuur aangesteld en bleven SN Brussels Airlines en Virgin Express onder hun eigen merknaam optreden. Neil Burrows werd aangesteld als CEO voor een periode van 1 jaar. Op 31 maart 2006 stelde de raad van bestuur het fusieplan voor. SN & Virgin Express fuseerden tot 1 maatschappij, die onder een nieuwe naam door het leven ging. Deze nieuwe maatschappij moest ook streven naar een uitbreiding van de lange afstandsvluchten en het harmoniseren van de vloot. De naam van de nieuwe maatschappij werd Brussels Airlines.